# Chassalia perrieri
Chassalia perrieri är en måreväxtart som beskrevs av Cornelis Eliza Bertus Bremekamp. Chassalia perrieri ingår i släktet Chassalia och familjen måreväxter. Inga underarter finns listade i Catalogue of Life.